# Эсперанто-ассоциация в Культурном союзе ГДР
Эсперанто-ассоциация в Культурном союзе ГДР (нем. Esperanto-Verband im Kulturbund der DDR, эсп. Esperanto-Asocio de GDR, GDREA) была основана в 1981 году во время третьей Центральной конференции эсперантистов ГДР, проходившей с 22 по 24 мая в Карл-Маркс-Штадте (сегодня Хемниц). Фактически ассоциация возникла после создания Центральной рабочей группы «Эсперанто» в немецком Культурном союзе (нем. Zentrale Arbeitskreise Esperanto im Deutschen Kulturbund, ZAKE, эсп. Centra Laborrondo Esperanto en Germana Kulturligo, CLE) 31 марта 1965 года и формирования окружных рабочих групп эсперантистов (нем. Bezirksarbeitskreise Esperanto, BAKE, эсп. Distrikta Laborrondo Esperanto, DLE), а также городских и районных эсперанто-групп. При этом ZAKE играла роль центрального комитета, а BAKE — окружных комитетов.
В 1976 году рабочая группа стала членом Всемирной эсперанто-ассоциации.
После воссоединения Германии в 1991 году на Конгрессе немецких эсперантистов в Мюнхене ZAKE объединилась с Эсперанто-ассоциацией Германии. Библиотека и архив ассоциации были переданы в Федеральный архив Германии.
Много лет секретарём ассоциации был лингвист Детлев Бланке. Одним из председателей — дипломат Руди Грец.
С 1965 по 1990 год ассоциация издавала журнал Der Esperantist, а затем с 1990 по 1991 год — Cirkulero de GDREA («Новостная рассылка GDREA»).
С 1949 по 1961 годы в ГДР были запрещены эсперанто-ассоциации, эсперантистам разрешалось говорить на эсперанто, но встречи или получение иностранных публикаций уже находились в серой зоне и привлекали внимание государственного репрессивного аппарата.

## История

### История до 1965 года
После многих лет запрета на преподавание (1935) и эсперанто-организации (1936) в Германии после 1945 года эсперантисты снова начали организовывать группы и курсы эсперанто в советской оккупационной зоне. Например, в Райхенбахе управляющий текстильной фабрики Эрих Вюркер (1903—1989) в августе 1946 года с разрешения советского городского коменданта воссоздал запрещённую в 1936 году группу эсперантистов, на этот раз в составе Культурного союза за демократическое обновление Германии. Учитель Людвиг Шёдль (1909—1997) преподавал эсперанто в маленькой деревенской школе в Гросцерланге ещё в 1945 году, а затем продолжил преподавать в Линове и Нойруппине. В 1947 году эсперанто появился в программе народного университета района Вайсензее Восточного Берлина.
Существовали и другие формы организации. Например, 29 сентября 1946 года в Нойштадте (Дрезден) эсперантисты из 38 городов основали «Рабочую группу немецких эсперантистов в советской зоне» (AES). В 1949 году был выпущен декрет, запрещающий эсперанто-организации и публикации на эсперанто в советской оккупационной зоне; этот декрет продолжал действовать в ГДР до 1961 года. В «Положении о применении Постановления о переводе коллективов народного творчества и ассоциаций народного образования в существующие массовые организации» от 12 января 1949 года Управление внутренних дел Германии и Управление народного образования Германии определили: «7. Группы искусственных языков должны быть распущены. 8. Разделы о языках идо и эсперанто в газетах и журналах должны быть немедленно закрыты».
Несмотря на запрет эсперантисты продолжили проводить собрания и курсы, а также пытались писать запросы в органы власти, чтобы добиться отмены запрета. Особо стоит отметить усилия Людвига Шёдля (Нойруппин) и Карла Майера (Берлин), Эриха Вюркера (Райхенбах), Георга Зоргеля (Кведлинбург), Пауля Глёкнера (Пирна), Курта Кесслера, Вальтера Ранфта (Дрезден), Алоиса Яуэрнига и Иоганна Хаупта (Найнштедт).
На письмо Людвига Шёдля в журнал Neues Deutschland («Новая Германия») от 9 июля 1949 года, в котором он ответил на статью «Лингвистика в жизни» от 1 августа, был дан ответ из Центрального секретариата СЕПГ по вопросам культуры и образования: «Ваше письмо доказывает, что Управление внутренних дел вполне справедливо позволило себе руководствоваться в первую очередь политическими соображениями в своём запрете на кружки искусственных языков и что она поступила правильно, проигнорировав мнение так называемых экспертов по эсперанто».
В 1955 году Генеральный прокурор ГДР отклонил жалобу Вальтера Ранфта (Радебойль) с таким обоснованием: «Эти правовые положения не противоречат конституции, поскольку изучение искусственных языков не имеет культурного или образовательного характера. Искусственные языки не являются национальными и поэтому, согласно учению незабвенного И. В. Сталина по вопросам марксизма в лингвистике, не имеют научной или культурной основы, так как у них нет ни лексической базы, ни собственной грамматики».
В 1956 году Мари Торхорст, глава департамента Министерства национального образования, задала новый тон в своём ответе журналу Leuna-Echo на вопрос о том, какие возможности для изучения эсперанто существуют в ГДР: «После тщательного изучения ваших вопросов мы вынуждены сообщить, что не можем согласиться на проведение курсов эсперанто». Далее она объяснила, что следует уделять больше внимания преподаванию русского, английского и французского языков, чтобы удовлетворить растущие потребности в международных связях, а также добавила: «многолетний опыт» показал, что «эсперанто … очевидно не подходит для таких целей». При этом Мари Торхорст отметила: «Однако в контексте движения за мир те, кто заинтересован в изучении и использовании эсперанто в ГДР, могут учить этот язык и переписываться с эсперантистами за границей».
Возможность преподавания и популяризации эсперанто под эгидой Совета мира ГДР практиковал Людвиг Шёдль, бывший рабочий-эсперантист, а с 1953 года — директор Школы мира в Нойруппине. Кроме того, по договорённости с главным редактором Асеном Григоровым (1903—1985) он обеспечил около 800 подписок на болгарский эсперанто-журнал Nuntempa Bulgario («Современная Болгария») в ГДР, что способствовало формированию эсперанто-сообщества в ГДР. Было оформлено около 300 подписок на китайский эсперанто-журнал El Popola Ĉinio («От китайского народа»), посредником стал Карл Майер (1901—2000), при этом почта отказывалась оформлять заказы, ссылаясь на запрет.
Шёдль, как и другие, подвергался обыскам со стороны полиции и визитам сотрудников государственной безопасности, которые запрещали ему заниматься незаконной деятельностью, однако не отступился от своих идеалов.
Курт Кесслер (Дрезден) регулярно рассылал информационные письма с новостями, он утверждал, что его примеру следовали и другие, но для печати учебников, словарей, информационных бюллетеней и других материалов требовалось получить разрешение на создание эсперанто-организации.

Отто Баклич (Лойна) так описывал ситуацию 1958 года:
«Эсперанто не запрещён и не разрешён. Это ведёт к произволу и интригам».Оригинальный текст (нем.)„Esperanto ist nicht verboten und ist nicht erlaubt. Das ermöglicht Willkür und Intrigen“.
 В 1959 году официальная делегация эсперантистов ГДР в количестве десяти человек, направленная Советом мира Германии, приняла участие во Всемирном эсперанто-конгрессе в Варшаве, а в 1960 году в ГДР под редакцией Карла Майера и Людвига Шёдля начал издаваться журнал PACO, что было воспринято немецкими эсперантистами как успех.
В марте 1960 года Георг Зёргель (1911—1961), лауреат национальной премии ГДР, пригласил Informgrupo pri Esperanto en GDR (информационную группу об эсперанто в ГДР) на встречу в Кведлинбурге. Он предложил Министерству образования разрешить эсперанто в рамках Культурного союза ГДР.
В 1960-х годах структура Совета мира ГДР изменилась. Он потерял статус массовой организации. Благодаря своей структуре Культурный союз стал лучше подходить для целей эсперантистов.
Наконец, в декабре 1961 года было объявлено об отмене запрета на эсперанто.
Де-факто же почти ничего не изменилось. Группа эсперантистов Восточного Берлина, собиравшаяся в Кёпенике с 1960 по 1963 год, должна была получать разрешение полиции на каждую встречу.
Только после появления Центральной рабочей группы «Эсперанто» (ZAKE) в Культурном союзе в марте 1965 года появилась организационная основа для легальной деятельности эсперантистов в ГДР.
К сентябрю 1964 года Культурный союз ответил отказом на все запросы о создании новой эсперанто-организации. В августе 1964 года федеральный секретарь Герхард Хеннигер написал всем первым окружным секретарям: «(Мы) хотели бы отметить, что Федеральный секретариат Культурного союза не считает необходимым создавать организационную структуру друзей эсперанто (…) ни в рамках Немецкого культурного союза, ни за его пределами в других учреждениях».
Но у руководства СЕПГ было другое мнение. На фоне того, что, среди прочего, «в Советском Союзе, Польше, Венгрии и Болгарии ещё с середины 1960-х годов существовали ассоциации эсперантистов, которые, за исключением ассоциации СССР, также были членами Всемирной эсперанто-ассоциации UEA (…) культурный отдел ЦК СЕПГ направил в адрес Культурного союза „предложение“ (...) о создании Общества друзей эсперанто». Несмотря на дальнейшие возражения со стороны Культурного союза, Политбюро СЕПГ на своём заседании 16 декабря 1964 года приняло решение о создании Центральной рабочей группы «Эсперанто» со следующими задачами: использование эсперанто для зарубежной пропаганды, то есть для популяризации успехов ГДР, сотрудничество на равноправной основе в международных эсперанто-ассоциациях, формирование окружных рабочих групп, публикация информационного бюллетеня. При этом рабочая группа должна была отказаться от «необоснованных и ложных» заявлений, таких как требования рассматривать Эсперанто как учебный предмет и предмет для исследований.
В феврале 1965 года президиум Культурного союза принял решение сформировать Центральную рабочую группу «Эсперанто».

### Центральная рабочая группа «Эсперанто» 1965—1981
Эсперантисты ГДР воспользовались свободой, добытой благодаря их настойчивости и успехам эсперанто-движения в других восточноевропейских государствах.

Историк Ульрих Линс описывал это так:
«Постепенное возрождение эсперанто-движения в Восточной Европе, включая Советский Союз, — одна из самых интересных глав в истории эсперанто. Это — яркий пример целеустремленности, стойкости перед авторитаризмом и умной, умелой работы на низовом уровне».Оригинальный текст (нем.)„Die allmähliche Wiedergeburt der Esperanto-Bewegung in Osteuropa, einschließlich der Sowjetunion, ist eines der interessantesten Kapitel in der Geschichte des Esperanto. Sie ist ein Musterbeispiel für Zielstrebigkeit, antiautoritäres Durchhaltevermögen und kluge, geschickte Tätigkeit an der Basis.“
 Спустя почти год после основания ZAKE в марте 1965 года в 10 округах ГДР были созданы окружные рабочие группы. В 56 городах существовало 90 кружков для начинающих и продвинутых, для общения и переписки. Всего насчитывалось 1200 друзей Эсперанто. В 1972 году в Культурном союзе было около 2000 друзей эсперанто, а в 1976 году во всех округах ГДР существовали окружные рабочие группы или кружки эсперанто, где изучали язык. Однако к 1975 году количество членов уменьшилось до 1100, так как многие старые эсперантисты умерли. К 1981 году количество членов снова составило около 1500 человек.
Официально деятельность эсперантистов основывалась на Руководящих принципах, принятых ZAKE в 1965 году. В 1972 и 1981 годах Принципы адаптировались к изменившимся общественным условиям, все поправки утверждались на конференциях эсперантистов ГДР (см. раздел об основных документах).
В то время ZAKE считала, что в её задачи входит установление контактов с эсперантистами в «социалистических странах» и с «прогрессивными» эсперантистами Запада в духе мира и международного взаимопонимания, а также разоблачение «реваншистской политики Западной Германии». В качестве наиболее актуальных практических задач рассматривалось создание рабочих групп и поддержание навыков эсперанто в кружках для начинающих и продвинутых учеников, чтобы они могли общаться и совершенствовать свои способности.
Обе задачи определили содержание публикаций, изданных или инициированных ZAKE.
В публикациях подчёркивалась традиция рабочих-эсперантистов до 1933 года, ведь в ГДР в целом уделялось особое внимание традициям немецкого рабочего движения. Важную роль в ZAKE и BAKE играли бывшие лидеры рабочих-эсперантистов. Руди Грец, председатель ZAKE, с 1930 по 1933 год был председателем мекленбургской окружной организации эсперанто-ассоциации немецких рабочих DAEB, а заместитель председателя Вилли Вильдебранд с 1930 по 1933 год был председателем DAEB. Члены ZAKE Гельмут Фукс, Рудольф Хабом, Отто Бесслер, Людвиг Шёдль, Эрвин Шлейзенер и Вильгельм Циммерманн также в своё время состояли в DAEB. Было опубликовано множество статей и работ об истории DAEB, а с 1978 года в Берлине проводилась ежегодная встреча эсперанто-ассоциации рабочих LEA.
С сентября-октября 1965 года начал выходить журнал Der Esperantist, в нём публиковалась информация о жизни ассоциации и международном эсперанто-движении, политические статьи и лингвистические материалы. В следующих выпусках начали появляться статьи об истории эсперанто, о литературе, языке и эсперанто-движении, стихи, песни, сведения о книгах на эсперанто, отчёты о путешествиях и воспоминания, предложения переписки, обзоры и многое другое.
С 1966 года ZAKE, которая также была представителем эсперанто-движения за мир MEM в ГДР, начала издавать ежегодный журнал PACO («Мир»).
Оба журнала, в частности, публиковали информацию о ГДР и её политике. С этой же целью появлялись материалы на эсперанто в других издательствах, например, книга с цветными иллюстрациями Germana Demokratia Respubliko — bildoj kaj faktoj (Германская Демократическая Республика — фотографии и факты), изданная Zeit im Bild в Дрездене тиражом 20 000 экземпляров. На эсперанто дублировались фильмы, например, вышедшие в 1969 году фильмы 20 Jahre DDR и Gestern waren wir noch Kinder (форматы 16 и 35 мм).
ZAKE также публиковала материалы для обучения и изучения языка.
В первых номерах журнала Der Esperantist было опубликовано введение в эсперанто с грамматикой и лексикой. Поначалу для преподавания использовались старые учебники Фрица Хегевальда 1926 года, но параллельно с этим готовилось издание нового учебника. Учебник Людвига Шёдля, построенный по грамматической схеме, был выпущен в 1967 году издательством Enzyklopädie Leipzig. В 1978 году его заменил более современный учебник Тилля Даленбурга и Питера Либиха от того же издателя. До 1990 года было выпущено 5 изданий общим тиражом 30000 экземпляров. Также вышло несколько изданий эсперанто-немецкого (1967) и немецко-эсперанто (1971) словарей Эриха-Дитера Краузе, которые также были опубликованы в Enzyklopädie. В 1978 году ZAKE опубликовала сопроводительный материал для преподавателей к учебнику Даленбурга и Либиха, а в 1979 году вышел сопроводительный материал для самоучителя Тилля Даленбурга.
С 11 апреля 1965 года в немецкоязычной ежедневной газете Der Morgen начали публиковать курс эсперанто. Курс Пола Линднера и продолжение Питера Левсена (Детлева Бланке) выходили до 1990 года.
В 1973 году ZAKE выпустила переиздание обширной лингвистической работы Германа Гёля (1932).
В 1968 году в Ойбине прошёл первый из многих семинаров для руководителей эсперанто-кружков.
Помимо небольших публикаций в журналах появилось немного художественной литературы. В 1974 году издательство Edition Leipzig опубликовало роман Nackt unter Wölfen («Голый среди волков»), а в 1977 году — Dreigroschenroman («Трёхгрошовый роман»), оба были переведены Карлом Шульце. Однако гражданам ГДР был доступна литература из таких стран, как Польша, Венгрия, Болгария, Китай, Вьетнам.
Также появилась возможность заказывать журналы и книги на эсперанто в книжных магазинах и на почте. Например, в книжном магазине Das Internationale Buch, располагавшемся на улице Унтер-ден-Линден, можно было подписаться на Nuntempa Bulgario, Hungara Vivo, Ripozo и Homo kaj Kosmo.
Международные отношения развивались прежде всего с эсперанто-организациями и эсперантистами Польши, Болгарии, Венгрии, Чехии, Словакии и Советского Союза. С 1971 года ZAKE была представлена в Консультациях эсперанто-ассоциаций социалистических государств (в 1971 году она стала третьим членом).
На семинарах в ГДР выступали лекторы из Болгарии (Симеон Хесапчиев), Польши (Анджей Петтин), Венгрии (Жужа Барчай, Эва Фаркаш-Татар, Йожеф Пава) и Словакии (Стано Марчек, Антон Захариаш).
Между эсперанто-группами были заключены соглашения о дружбе и организованы взаимные визиты. ZAKE подписал соглашение о дружбе с польской эсперанто-ассоциацией PEA (22 марта 1975 года), с чешской эсперанто-ассоциацией и ассоциацией словацких эсперантистов в 1978 году.
Первыми международными конференциями, организованными молодой ассоциацией, стали эсперанто-ярмарка в 1965 году и эсперанто-конференция в рамках Недели Балтийского моря в 1967 году. В том же году Deutsche Post выпустила первый специальный штемпель, посвящённый эсперанто. Эсперантисты ГДР всё чаще посещали различные эсперанто-мероприятия в Болгарии, Венгрии, Польше и Чехословакии. Весенняя встреча в Мельно (Польша), образовательные семинары по эсперанто в Сегеде (Венгрия), курсы эсперанто в Писанице (Болгария) и туристические недели в Словацком Раю стали ежегодными целями эсперантистов ГДР. С 1976 года в ГДР приезжало множество эсперантистов из других стран, чтобы поучаствовать в двухнедельной Международной эсперанто-встрече в Кроссинзее недалеко от Берлина (IREBIK), на которой учителя эсперанто из Венгрии, Болгарии и Словакии проводили курсы эсперанто, а также была возможность поучаствовать в туристической программе.
Делегаты ZAKE участвовали в международных мероприятиях по эсперанто, начиная с Европейской эсперанто-конференции в Вене в июле 1965 года и 51-го Всемирного эсперанто-конгресса в Будапеште в 1966 году.
В 1976 году ZAKE была принята в качестве коллективного члена во Всемирную эсперанто-ассоциацию. Следует отметить, что ZAKE добивалась этого довольно долго. Со стороны UEA вступлению ZAKE препятствовало соблюдение принципа нейтралитета. Однако международные контакты были довольно ограниченными, даже по сравнению с Венгрией или Польшей.
В 1968 году ZAKE сформировала (центральную) Молодёжную комиссию под председательством Ханса Эйххорна. В то время уже существовало несколько молодёжных групп (например, в Берлине, Карл-Маркс-Штадте, Дрездене). Работу с молодёжью курировала Молодёжная комиссия. Вначале, в соответствии с официальной линией Культурного союза, она стремилась вовлечь молодых людей в деятельность существующих эсперанто-групп. При этом содействие оказывалось лишь молодёжным встречам, а не созданию независимых молодёжных групп.
Первыми мероприятиями для молодых эсперантистов стали Международные молодёжные встречи в Рабенштайне (первая встреча прошла в 1970 году). Встречи пользовались популярностью и с 1972 года на них съезжались участники «с обеих сторон Железного занавеса». Первыми межгосударственными молодёжными встречами были трёхсторонняя встреча ГДР — ЧССР — Польша в Зайфхеннерсдорфе в 1972 году и немецко-польская молодёжная встреча в 1972 году.
В 1971 году Молодёжная комиссия была включена в качестве 25-й национальной секции во Всемирный альянс молодых эсперантистов (TEJO, Tutmonda Esperantista Junulara Organizo). 1973 год стал «поворотным моментом в молодёжной работе»: были созданы студенческие группы и получено однозначное разрешение на формирование молодёжных групп. При этом стало понятно, что сотни, а то и тысячи молодых людей выучили эсперанто и даже участвовали в мероприятиях в Культурном союзе, но лишь некоторые из них были членами ассоциации. «В начале 1970-х годов GDREA оценивала, что более 1000 активных друзей эсперанто не состояли в её группах. В 1973 году в GDREA было 1500 членов, но только 100 из них относились к молодёжи». С 1975 по 1979 год Молодёжная комиссия выработала собственную теоретическую основу (стратегические документы). Под руководством Риты Крипс началась независимая молодёжная работа. В 1975 году в Бад-Зарове была открыта серия ежегодных молодёжных семинаров (затем они проводились в основном в Лихене). Появились окружные молодёжные активисты, были проведены окружные конференции молодёжи и другие мероприятия. Начиная с 1977 года молодёжные страницы в Der Esperantist заменил Junulara Cirkulero, молодёжный информационный бюллетень Esperanto-Junularo de GDR («Эсперанто-молодёжь ГДР»).
В 1970-е годы в предметных группах и комиссиях велись научно-технические и профессиональные работы. Terminara Komisiono (комиссия по терминологии) в 1970 году сформировала предметную группу интерлингвистики и эсперантологии, перед которой ставилась стратегически важная задача: создать научную основу для борьбы с широко распространёнными предрассудками в отношении эсперанто, определить место интерлингвистики и эсперантологии в общем языкознании, привлечь лингвистов к систематической работе в этих областях. Семинары, ежегодно проводившиеся в Аренсхупе начиная с 1979 года, познакомили многих лингвистов с интерлингвистикой и эсперантологией.
Дополнительную информацию можно найти в разделе «Предметные группы и комиссии».

### Эсперанто-ассоциация в Культурном союзе ГДР 1981—1991
Основание ассоциации во время третьей Центральной конференции эсперантистов ГДР в Карл-Маркс-Штадте в 1981 году не только дало уже существующей структуре звучное название: возрос престиж организации, которая получила довольно серьёзную независимость в рамках Культурного союза. Сам Культурный союз был зонтичной массовой организацией, развившейся из клуба интеллигенции, при этом сложный процесс роста сказался также и на GDREA. Центральная рабочая группа стала центральным комитетом ассоциации, а окружные рабочие группы — окружными комитетами.
Число членов эсперанто-ассоциации непрерывно росло с примерно 1500 человек в 1981 году до примерно 1900 в 1988 году. Ассоциация и все руководящие структуры непрерывно омолаживались.
Ассоциация смогла зафиксировать свои успехи и сформировать прочную инфраструктуру. Продолжался выпуск журналов и других публикаций. Организовывались различные семинары. Начали проводиться новые международные мероприятия (см. раздел «Международные мероприятия»).
Начиная с 1981 года появилась возможность изучать эсперанто заочно, курс вёл Людвиг Шёдль при поддержке группы наставников. В 1990 году Ульрих Беккер разработал и начал вести новый заочный курс для GDREA. В 1988 году прошли первые централизованные экзамены.
Эсперанто и интерлингвистика смогли утвердиться в университетах. В 1985 году в Университете Гумбольдта Детлев Бланке защитил диссертацию по плановым языкам. В том же году в Akademie-Verlag была опубликована его основная книга Internationale Plansprachen. В 1988 году Детлев Бланке стал почётным лектором Университета Гумбольдта и начал читать серию лекций по интерлингвистике. В 1988 году в нескольких университетах появились курсы эсперанто. Для них были опубликованы учебные материалы (например, в Галле).
Начиная с 1981 года проводились ежегодные школьные собрания, в организации которых молодые люди играли важную роль. В 1983 году преподаватели основали Комиссию школьных рабочих групп «Эсперанто».
Эсперанто-молодёжь становилась всё более независимой, с 1983 года можно говорить об «эмансипированном поколении». Молодые люди, искавшие альтернативу FDJ, приходили в молодёжные эсперанто-организации.
Организовывались многочисленные встречи, например, ежегодный Zamenhoffest в Бернау (с 1981 года), велосипедный тур DERSFIB, первая региональная молодёжная встреча в Бизентале, после проведения которой сформировалось ещё несколько молодёжных групп.
В ходе политических изменений в ГДР в 1989—1990 годах вместо прежних окружных организаций GDREA были созданы ассоциации земель, а молодёжная секция стала независимой организацией. Молодёжная комиссия GDREA на рабочем заседании в ноябре 1989 года решила основать молодёжную организацию Die Esperanto-Jugend; юридически она появилась в январе 1990 года, а учредительное собрание состоялось уже в апреле в Университете Гумбольдта в Берлине. 21 декабря 1990 года Die Esperanto-Jugend объединилась с молодёжной ассоциацией DEB.

## АдресаGDREA
Карлоттенштрассе, 60 (1965—1987)
Фридрихштрассе, 120 (1987—1990)
Отто-Нушке-штрассе, 1 (сейчас Егерштрассе) (с октября 1990 года по январь 1991 года)
Йоханнисштрассе, 2 (с февраля по май 1991 года)

## Ассоциации земельGDREA
После образования земель в составе ГДР в октябре 1990 года окружные организации GDREA были преобразованы в ассоциации земель:
Эсперанто-ассоциация Тюрингии, председатель: Ханс Юрг Келпин (бывшие округа Эрфурт, Гера, Зуль);
Эсперанто-ассоциация Саксонии, председатель: доктор Эрих Дитер Краузе (Лейпциг, Дрезден, Карл-Маркс-Штадт);
Эсперанто-ассоциация Бранденбурга, председатель: Райнер Паули (бывшие округа Потсдам, Франкфурт, Котбус);
Эсперанто-ассоциация Мекленбурга и Передней Померании, основана 16 марта 1991 года в Штральзунде, председатель: Вернер Пфенниг (бывшие округа Нойбранденбург, Шверин и Росток).
В Берлине продолжила существовать эсперанто-группа Восточного Берлина, председатель: Гельмут Кроне.
Независимо от GDREA была основана эсперанто-лига Саксонии-Анхальта (бывшие округа Галле и Магдебург).

## Основные документыGDREA
Руководящие принципы деятельности друзей Эсперанто в немецком Культурном союзе, приняты 31 марта 1965 года на первом заседании Центральной рабочей группы «Эсперанто» в немецком Культурном союзе и утверждены президиумом Культурного союза.
Руководящие принципы работы эсперантистов ГДР в немецком Культурном союзе, утверждены на первой Центральной конференции эсперантистов ГДР в Берлине в 1972 году.
Gvidprincipoj de Esperanto-Asocio en Kulturligo de GDR (Руководящие принципы эсперанто-ассоциации в Культурном союзе ГДР), утверждены на третьей Центральной конференции эсперантистов в Культурном союзе ГДР в Карл-Маркс-Штадте в мае 1981 года.
Устав эсперанто-ассоциации GDREA в Культурном союзе, утверждён на пятой Центральной конференции эсперанто-ассоциации в Культурном союзе в декабре 1991 года в Берлине.
Соглашение об ассоциации, подписано в мае 1991 года в Мюнхене. Было установлено, что у GDREA не было собственных активов, что ассоциация использовала активы Культурного союза.

## Руководящие органы

### Центральная рабочая группа «Эсперанто»
Центральная рабочая группа «Эсперанто» была создана президиумом Культурного союза в 1965 году в составе 11 человек. С 1966 года председатели окружных рабочих групп приглашались на конференции ZAKE, позже они стали официальными членами ZAKE.
Задачи Центральной рабочей группы формулировались следующим образом: «Центральная рабочая группа друзей эсперанто в Культурном союзе координирует деятельность всех рабочих групп, возглавляет их и продвигает эсперанто-движение в ГДР… Её задача — заботиться об интересах друзей эсперанто в международном масштабе и устанавливать связи с международными и национальными ассоциациями». Центральная рабочая группа избиралась делегатами на Центральных конференциях, в 1972 году было избрано 32 члена, в 1976 году — 41.
В первые несколько лет Центральная рабочая группа собиралась два-три раза в год на один день (включая прибытие и отъезд), а с 1970-х годов — три раза в год на один день (прибытие накануне, отъезд на следующий день).
Рабочий комитет Центральной рабочей группы из 6—8 человек собирался раз в два месяца.
С 1965 по 1977 год Центральную рабочую группу возглавлял дипломат Руди Грец, с 1977 по 1981 год — театровед Рудольф Хальбом.
С 1965 по 1967 год секретарём Центральной рабочей группы был Ойген Менгер, с 1967 по 1968 год — Раймунд Кнапп, с 1968 по 1981 год — Детлев Бланке.

### Центральный комитетGDREA
Во время третьей Центральной конференции в 1981 году после основания ассоциации был избран Центральный комитет в составе 46 человек, во время следующих центральных конференций в 1987 и 1990 в Центральный комитет избирались 52 и 47 человек соответственно. Центральный комитет заседал три раза в год, рабочий комитет Центрального комитета из 9 человек — раз в два месяца.
С 1981 по 1989 год председателем Центрального комитета был дипломированный философ Ханс Хайнель, с 1989 по 1991 год — лингвист Рональд Лётч.
С 1981 по 1990 год секретарём Центрального комитета был Детлев Бланке, с 1990 по 1991 год — учитель Ульрих Беккер.

### КомитетGDREA
Во время пятой Центральной конференции в 1990 году вместо центрального комитета был избран комитет из 11 человек, вместо секретаря был избран управляющий директор. С декабря по июнь 1991 года председателем был Рональд Лётч, а Ульрих Беккер — управляющим директором комитета.

### Молодёжная комиссия
Молодёжная комиссия была образована в ноябре 1968 года для координации деятельности молодых эсперантистов. С 1975 года в Молодёжной комиссии избирался молодёжный комитет, координировавший основную работу, работу эсперанто-молодёжи за рубежом и частично выступавший представителем перед властями. В особенно активных округах были окружные представители молодёжи, которые состояли в BAKE.
Председателями молодёжной комиссии были: Ханс Эйххорн с 1968 по 1975 год, Рита Крипс (в замужестве Бахалван) с 1975 по 1978 год, Майкл Леннарц с 1978 по 1985 год, Детлеф Краус с 1985 по 1988 год и Торстен Бендиас с 1988 по 1990 год.
В журнале Der Esperantist поначалу публиковались специальные молодёжные страницы, с 1977 года молодёжная комиссия начала издавать Junulara Cirkulero (молодёжную новостную рассылку). Выпуски 50—53 появлялись с 1989 по 1990 год в журнале Die rationelle Sprache.

## Предметные группы и комиссии
В GDREA были сформированы предметные группы и комиссии, чтобы целенаправленно продвигать использование эсперанто с помощью компетентных людей в различных областях. Между предметными группами было налажено взаимодействие, например, группа методологии и группа интерлингвистики совместно разрабатывали учебник эсперанто для высших учебных заведений.
Terminara Komisiono в 1960-х годах опубликовала в Der Esperantist предложения по переводу актуальных терминов на эсперанто.
В 1970 году была основана группа интерлингвистики и эсперантологии. С 1970 по 1981 год её председателем был полонист и балтист Виктор Фалькенхан (1903—1987), с 1981 по 1986 год — лингвист и специалист по коммуникациям Георг Фридрих Майер (1919—1992), с 1987 по 1990 год — славист и лексикограф Рональд Лётч (1931—2018). С 1970 по 1990 год секретарём был Детлев Бланке (1941—2016).
Предметная группа поощряла научные исследования, фундаментальные публикации и профессиональные статьи по интерлингвистике, вела библиографию ключевых работ. Её члены читали многочисленные лекции перед различными комитетами. С 1979 по 1988 год группа организовала девять двух-трёхдневных лингвистических семинаров-коллоквиумов в Аренсхупе и Цемпине, в которых приняли участие около 300 человек, в основном лингвисты, но также преподаватели и натуралисты. Всего было прочитано 170 лекций.
Темы семинаров по интерлингвистике:
1. Языковая коммуникация и интерлингвистика (1979);
2. Международная языковая ситуация и мировые языки (1980);
3. Плановый язык как язык профессионального общения (1981);
4. Формальные и семантические проблемы общей и профессиональной лексики с точки зрения интерлингвистики (1982);
5. Языки контрастно и с точки зрения интерлингвистики (1983);
6. Основные вопросы интерлингвистики и возможности общения на плановом языке;
7. Лингвистика, языковое планирование, плановые языки: социолингвистические аспекты интерлингвистики (1985);
8. Аспекты международного языкового барьера (1986);
9. Общее языкознание и эсперантология (1988)[48].

Общество интерлингвистики, основанное в Берлине в 1991 году, является продолжением деятельности этой группы специалистов.
Предметная группа по методологии преподавания эсперанто была основана в 1976 году. Председателем был Тилль Даленбург, среди активных участников — Сабина Фидлер (Лейпциг), Ульрих Беккер (Берлин), Петер Либих (Хойерсверда), Хелла Зауэрбрей (Берлин).
Предметная группа изучала существовавшие на тот момент учебные материалы и разрабатывала новые, наблюдала за международным развитием преподавания эсперанто и иностранных языков, собирала материал для изучения пропедевтического аспекта преподавания эсперанто и разрабатывала правила экзаменов в соответствии с требованиями к экзаменам в общеобразовательных школах, центрах обучения взрослых и высших учебных заведениях. Например, в Дрезденском технологическом университете в рамках присуждения докторской степени был проведён тест на знание эсперанто в соответствии с требованиями уровня II. Первые централизованные экзамены GDREA в соответствии с требованиями уровня I были проведены в Берлине в 1988 и 1989 годах.
Предметная группа медиков-эсперантистов была основана в 1977 году. Председателем был Гизо Броше. Были организованы три конференции: со 2 по 3 декабря 1978 года в Шверине, 6 августа 1980 года в Карл-Маркс-Штадте и с 26 по 28 февраля 1982 года в Потсдаме. В 1985 году в Шверине прошла Международная медицинская эсперанто-конференция.
Предметная группа железнодорожников-эсперантистов (Fervojistoj Esperantistaj Deutsche Reichsbahn, FFE-DR) была основана 26 ноября 1977 года в здании вокзала Александерплац. Председателем был Ахим Майнель. В рабочий комитет группы входили Ахим Майнель, Хорст Яссманн, Хорст Тойрих (Берлин), Хайнц Хоффманн (Радебойль). С 1979 по 1992 год группа издавала журнал Fervojistaj Novaĵoj («Новости железнодорожников»), всего вышло 35 номеров. С 1981 года публиковались списки технических терминов на основе словаря Блондо. Подготовительные работы по созданию предметной группы начались ещё в 1974 году под руководством Ханса Дидриха (Шверин) и Ахима Майнеля (Берлин). Международная эсперанто-федерация железнодорожников IFEF (Internacia Fervojista Esperanto-Federacio) во время своего 40-го Конгресса, проходившего в 1988 году в Перпиньяне (Франция), приняла FFE-DR в качестве коллективного члена. В Вердене предметная группа впервые приняла участие в конгрессе немецкой эсперанто-ассоциации железнодорожников GEFA (Germana Esperanta Fervojista Asocio). В 1992 году FFE-DR стала частью организации социального обеспечения Deutsche Reichsbahn. 1 января 1993 года FFE-DR и GEFA-DB объединились.
Комиссия по науке и технологиям Центрального комитета GDREA была основана в 1979 году. Её задачей было определение направлений работ многочисленных предметных групп. Председателем стал Рихард Партеке, позднее его место занял Майкл Бер (Лейпциг).
Предметная группа «Почта» была основана 15 марта 1981 года в Лейпцигском клубе интеллигенции в рамках выставки IFER 81. Председателем был Хорст Изензее, активное участие в работе группы принимали Рольф Бо и Рудольф Бурмайстер. Предметная группа была членом Международной эсперанто-ассоциации почты и телекоммуникаций (IPTEA). Группа издавала журнал Poŝtkorno («Почтовый горн»).
В преддверии создания группы были налажены контакты с Deutsche Post, проведена встреча ELF и AREK (эсперанто-лига филателистов и дружеский круг эсперантистов-коллекционеров) во время IFER 1980 в Лейпциге и встреча эсперантистов-работников почты для создания секции IPTEA в главпочтамте № 1 Лейпцига. Предметная группа инициировала выпуск специальных почтовых штемпелей и открыток Deutsche Post (например, к IFER-1982). К столетию эсперанто в 1987 году группа выпустила серию из 10 поздравительных открыток с конвертом (дизайн: Иоахим Шульце).
Предметную группу специалистов по компьютерам возглавил Михаэль Бер.
В 1981 году был основан Международный эсперанто-круг профессионалов лесного хозяйства (Internacia Forstista Rondo Esperantlingva). Председателем был Карл-Герман Зимон, Эберсвальде (1930—2011). С 1982 по 2008 год издавался журнал Forstista Informilo (информационный бюллетень для профессионалов лесного хозяйства) на английском, немецком и эсперанто. Редактором был Карл-Герман Зимон.
Группа разрабатывала профессиональную терминологию на нескольких языках. Результатом этой работы стал Lexicon Silvestre, вероятно, самый обширный многоязычный словарь по лесному хозяйству.
Комиссия по студенческим рабочим группам была основана 19 февраля 1983 года. Председателем был Фриц Волленберг. Среди активных участников были Эдельтрауд и Ахим Цеттиер (Пренцлау), Людвиг Шёдль (Нойруппин), Элизабет Боллер (Эрфурт), Биргит Фибиг (Бизенталь), Гюнтер Эберт (Штральзунд). После того, как несколько педагогов организовали две эсперанто-встречи учеников ГДР в Берлине в 1981 и 1982 годах, они сформировали комиссию для обмена опытом работы с группами, составления учебных материалов, подготовки учебников для разных возрастов и организации дальнейших встреч (с 1983 по 1985 год в Берлине и Штраусберге, затем там, где функционировали студенческие рабочие группы, всего было проведено 10 встреч). Количество рабочих групп в разных местах, например, школах, домах пионеров, клубах Культурного союза, частных домах и квартирах, постоянно росло.

## Почётный член
Отто Бесслер (1897—1981)

## Награда
Почётный знак Центральной рабочей группы «Эсперанто» (GDREA) вручался с 1978 года.

## Мероприятия для эсперантистов ГДР

### Центральные собрания эсперантистов в Культурном союзе ГДР
Всего было проведено пять центральных собраний: 26—27 сентября 1970 года в Карл-Маркс-Штадте, 1—2 июня 1974 года в Берлине, 13—15 октября 1978 года в Ростоке, 28—30 сентября 1984 года в Дрездене, 23—28 июня 1990 года в Бранденбурге. В первом собрании приняли участие 200 делегатов из 100 групп, чтобы задним числом узаконить создание ZAKE и её постановления. На встречах обсуждались как профессиональные вопросы, так и культурные, художественные и туристические программы. Пятая встреча была посвящена объединению с Немецкой эсперанто-ассоциацией, председатель которой Вольфганг Шванцер тоже принял участие во встрече.

### Центральные конференции эсперантистов в Культурном союзе ГДР
Было проведено 5 центральных конференций: 27—28 мая 1972 года в Берлине, 5—7 ноября 1977 года в Лейпциге, 22—24 мая 1981 года в Карл-Маркс-Штадте, 3—5 апреля 1987 года в Лейпциге, 15 декабря 1990 года в Берлине. На центральных конференциях избирались члены ZAKE, Центрального комитета и комитета GDREA, принимались решения по важным вопросам и утверждались основные документы. На пятой Центральной конференции был утверждён новый устав и принято решение о присоединении к DEB во время 69-й эсперанто-конференции в Мюнхене.

### Общее собраниеGDREA
На общем собрании 18 мая 1991 года в Мюнхене председатель GDREA был уполномочен подписать соглашение об ассоциации с Немецкой эсперанто-ассоциацией.

### Встречи молодёжи земель ГДР
Встреча, проходившая в Бизентале с 3 по 6 октября, носила характер конгресса земель ГДР. Было подготовлено около 30 параллельных программ: концерты, лекции, спортивные мероприятия, семинары по радиосвязи на эсперанто, компьютерам, литературе, дидактике курсов, связям с общественностью и многому другому. «Из Бизенталя выросло множество новых героев и инициатив».

### Семинары
GDREA организовала около 50 семинаров для руководителей курсов, начиная с апреля 1968 года в Ойбине, более 20 методических и педагогических семинаров, около 20 мероприятий для молодёжи, около 20 интенсивных курсов с иностранными лекторами, 50 языковых семинаров выходного дня и 9 семинаров по интерлингвистике в Аренсхопе в 1979—1989 годах.

## Международные мероприятия
GDREA провела 7 международных семинаров в Аренсхопе и Бад-Зарове:
1. Научные аспекты эсперанто (1978 год)[57];
2. Социально-политические аспекты эсперанто-движения (1979 год);
3. Проблемы планирования UEA (1981 год)[58];
4. Применение эсперанто в науке и технике;
5. Методологические проблемы преподавания эсперанто для взрослых (1985 год);
6. Историко-социологические аспекты лингвистического сообщества эсперанто;
7. На пороге второго тысячелетия — язык и языковая общность — что нужно сохранить, а что изменить?

Международные встречи молодёжи проходили в Фёбене в 1980 году и в Ратенове в 1981 году (Международная молодёжная эсперанто-школа IJEL).
Ежегодные международные мероприятия
IJT — Internacia Junulara Tendaro (Международный молодёжный лагерь) в кемпинге «Рабенштайн» недалеко от Карл-Маркс-Штадта с 1970 года.
IREBIK — Международная встреча эсперантистов недалеко от Берлина в международном кемпинге на Кроссинзее с 1976 года.
IFER — Международная эсперанто-встреча в Лейпциге с 1978 года.
ITREE — Международная туристическая встреча эсперантистов в Рудных горах с 1978 года.
SEFT — Летний семейный праздничный эсперанто лагерь с 1978 года.
PoSET — Летний эсперанто-лагерь в Потсдаме с 1985 года.
Дни эсперанто-культуры в Галле («Неделя искусств») с 1986 года.

## Публикации

### Журналы
- Der Esperantist, издавался в 1965—1990 годах, 164 номера общим объёмом 3728 страниц (тираж 5000 экземпляров). В 1987 году к столетию эсперанто было выпущено специальное издание на немецком языке. Ответственные редакторы: Ойген Менгер, номера с 1—2 (1965 год) по 40—41 (1970 год), Детлев Бланке, начиная с 42 номера (1970 год).
- Cirkulero de GDREA — 6 выпусков
- PACO, выходил ежегодно с 1966 по 1989 год, 24 выпуска (944 страницы формата А4).
- Окружные рабочие группы эсперантистов публиковали собственные информационные бюллетени: Berlina Informilo (Восточный Берлин), Balta Maro-Informilo (Росток), Dresdena Esperanto-Informilo, Erfurta Esperanto-Informilo, Esperanto-Informilo (Лейпциг), Esperanto-panoramo (Нойбранденбург), Komuna Esperanto-Informilo — Saksa Kuriero 1985—1990 (Лейпциг и Галле), Novaĵoj el Halle — Die rationelle Sprache (Галле), Stralsundaj frekvencoj (Штральзунд)[59].

### Учебные и методические пособия
- Ludwig Schödl. Wir lernen Esperanto sprechen, gekürzter Nachdruck der Ausgabe von 1967 (нем.). — Leipzig: Enzyklopädie-Verlag, 1972. — 145 S.
- Hermann Göhl. Ausführliche Sprachlehre des Esperanto. Lehr- und Nachschlagewerk für Fortgeschrittene. (Fotomech. Nachdruck der Ausgabe von 1932). (нем.). — Berlin: Zentraler Arbeitskreis Esperanto im Kulturbund der DDR, 1973. — 296 S.
- Ulrich Becker. Korrespondenzkurs Esperanto. 10 Lektionen und eine Wortliste Esperanto-Deutsch (нем.). — Berlin: Esperanto-Verband im Kulturbund e. V., 1990. — 55 S.
- Esperanto. Lingvo, movado, instruado (эсп.) / Detlev Blanke (Red.). — Berlin: Zentraler Arbeitskreis Esperanto im Kulturbund der DDR, 1976. — 187 с.
- Till Dahlenburg. Begleitmaterial für Kursleiter zum „Taschenlehrbuch Esperanto“ von Till Dahlenburg und Peter Liebig (Verlag Enzyklopädie Leipzig 1978) (нем.). — Berlin: Zentraler Arbeitskreis Esperanto im Kulturbund der DDR, 1978. — 74 S.
- Till Dahlenburg. Begleitmaterial zum Selbstunterricht zum „Taschenlehrbuch Esperanto“ von Till Dahlenburg und Peter Liebig (Verlag Enzyklopädie Leipzig 1978) (нем.). — Berlin: Zentraler Arbeitskreis Esperanto im Kulturbund der DDR, 1979. — 74 S.

### Сборники песен
- Ludwig Schödl, Harald Micheel. ni kantas esperante 1 (эсп.). — Berlin: Zentraler Arbeitskreis Esperanto im Kulturbund der DDR, 1972. — 24 с.
- Ludwig Schödl, Harald Micheel. ni kantas esperante 2 (эсп.). — Berlin: Zentraler Arbeitskreis Esperanto im Kulturbund der DDR, 1973. — 24 с.
- Ludwig Schödl. ESPERANTO - Ni kantas (эсп.). — Berlin: Zentraler Arbeitskreis im Kulturbund der DDR, 1980. — 58 с.

### Научные работы
- La internacia lingvo - sciencaj aspektoj (эсп.) / Detlev Blanke (Red.). — Berlin: Zentraler Arbeitskreis Esperanto im Kulturbund der DDR, 1979. — 237 с.
- Detlev Blanke. Esperanto und Wissenschaft. (Zur Plansprachenproblematik). Mit einem Vorwort von Georg F. Meier und Beiträgen von Till Dahlenburg und Martin Schüler (нем.). — Berlin: Esperanto-Verband im Kulturbund der DDR, 1982. — 88 S.
- Ino Kolbe. Zur Geschichte des Deutschen Arbeiter-Esperanto-Bundes in Leipzig Teil 1. Von den Anfängen bis zum „Völkerspiegel“ (1924). Herausgegeben, kommentiert und bearbeitet von Detlev Blanke. (нем.). — Berlin: Esperanto-Verband im Kulturbund e. V., 1991. — 64 S.
- Detlev Blanke. Skizze der Geschichte des Esperanto-Verbandes in der Deutschen Demokratischen Republik. Aus dem Esperanto ins Deutsche übertragen von Ino Kolbe (нем.). — Berlin: Esperanto-Verband im Kulturbund e. V., 1991. — 62 S.

## Публикации, инициированные GDREA

### Публикации в немецкоязычных журналах
Серия об эсперанто Пола Линднера (статьи 1—185), Питера Левсена (Детлева Бланке) (статьи 186—705) в Der Morgen (ежедневная газета ЛДПГ). Серия началась как обучающий курс в 1965 году, затем публиковались материалы на эсперанто и об эсперанто-культуре. Первоначально статьи появлялись еженедельно, с 1969 года — каждые две недели. После того, как Пол Линднер заболел и умер в 1969 году, Детлев Бланке продолжал серию под псевдонимом Питер Левсен, пока газета не прекратила выходить в 1990 году.

### Журнал на эсперанто
Amikeco (набирался шрифтом Брайля), Немецкая библиотека для слепых и слабовидящих, Лейпциг, 1971—1974, ежеквартально.

### Прочие публикации
GDREA поддерживала издание учебников, словарей и литературы на эсперанто в различных издательствах, а также брошюр для музеев, мемориалов, выставок и информационных центров.
- Erich-Dieter Krause. Wörterbuch Esperanto-Deutsch (нем.). — Leipzig: Enzyklopädie, 1967. — 190 S.
- Erich-Dieter Krause. Deutsch-Esperanto Taschenwörterbuch (нем.). — Leipzig: Enzyklopädie, 1971. — 279 S.
- Till Dahlenburg, Peter Liebig. Taschenlehrbuch Esperanto (нем.). — Leipzig: Enzyklopädie, 1978.
- Erich-Dieter Krause. Wörterbuch Deutsch-Esperanto (нем.). — Leipzig: Enzyklopädie, 1983. — 596 S.
- Erich-Dieter Krause, Detlev Blanke. Konversationsbuch Deutsch-Esperanto (нем.). — Leipzig: Enzyklopädie, 1990.
- Germana Demokratia Respubliko – bildoj kaj faktoj (эсп.). — Dresden: Zeit im Bild, 1969.
- Helmut Klein, Wolfgang Reischock. Klereco por hodiaŭ kaj morgaŭ (эсп.). — Dresden: Zeit im Bild, 1970.
- DDR - Por tutmonda libera komerco kaj scienca-teknika progreso (эсп.). — Dresden: Zeit im Bild, 1972.
- Junularo. Magazino el Germana Demokratia Respubliko (эсп.). — Dresden: Zeit im Bild, 1972.
- iga – erfurt – DDR. Internacia Hortikultura ekspozicio de Germana Demokratia Respubliko Erfurt. (эсп.). — Erfurt: Internationale Gartenbauausstellung der DDR, 1973.
- Rennsteig-Ĝardeno Oberhof. Botanika Ĝardeno kun montara flaŭro (эсп.). — Kulturligo de GDR – Bezirksleitung, 1978.
- Rostock. Rostock-Information (эсп.). — Rostock: Ostsse-Druck, 1974.
- 7 tagojn en Rostock. Rostock-Information (эсп.). — Rostock: Ostsee-Druck, 1979.
- Sachsenhausen / Eduard Ullmann (ред.). — 1980.
- MALGRANDA GVIDILO TRA LA PARKO DE SANSSOUCI (эсп.) / Herbert Londershausen kaj Barbara Spindler (red.). — Potsdam: Generaldirektion der Staatlichen Schlösser und Gärten Potsdam Sanssouci, 1987.
- Naturprotektado en GDR (эсп.). — agra markkleeberg, 1988.
- Karl-Heinz Schulz und Helga Kleist. La Agrikulturo de Germana Demokratia Respubliko – NOMBROJ KAJ FAKTOJ. Grafische Gestaltung: Joachim Schulze, Übersetzung: Erich-Dieter Krause (эсп.). — Markkleeberg: Agrikultura Espozicio de GDR, 1988.
- LA AGRIKULTURA EKSPOZICIO DE GDR (эсп.). — Markkleeberg: Agrikultura Ekspozicio de GDR, 1989.

### Сувенирный лист, специальный почтовый штемпель и открыткиDeutsche Post(ГДР)
- Сувенирный лист к столетию эсперанто был издан в 1987 году тиражом 2,3 миллиона экземпляров. Создателем был художник-график Эккехард Халлер, советником — Рудольф Бурмайстер, он же предоставил текст и изображения.
- Был выпущен 41 специальный почтовый штемпель, первый — в 1967 году в Карл-Маркс-Штадте по случаю 80-летия эсперанто, последний — в 1990 году на 5 Центральном собрании эсперантистов ГДР в Бранденбурге.
- Появилось 65 открыток с напечатанной маркой и надписями на эсперанто, тираж от 2000 до 5000 штук[60].